# Xylophanes mossi
Xylophanes mossi là một loài bướm đêm thuộc họ Sphingidae. Nó được tìm thấy ở Brasil.
Nó tương tự như loài Xylophanes rufescens.
Con trưởng thành có thể bay quanh năm.
Ấu trùng có thể ăn các loài Rubiaceae và Malvaceae.